# Win or Lose (serie animata)
Win or Lose è una miniserie televisiva animata statunitense, creata da Carrie Hobson e Michael Yates. È la prima serie televisiva originale prodotta da Pixar Animation Studios.
La serie è stata distribuita a livello globale a partire dal 19 febbraio 2025 sulla piattaforma streaming Disney+.

## Trama
La serie ruota attorno a una squadra mista di softball di una scuola media chiamata Pickles e alla settimana che precede la loro importante partita di campionato; ogni episodio mostra il punto di vista di ogni membro sugli stessi eventi, ognuno riflesso in uno stile visivo unico.

## Episodi
| Stagione       | Episodi | Pubblicazione |
| -------------- | ------- | ------------- |
| Prima stagione | 8       | 2025          |

## Personaggi e doppiatori

### Principali
- Coach Dan, con la voce di Will Forte e doppiato in italiano da Andrea Lavagnino;
- Laurie, con la voce di Rosie Foss e doppiata in italiano da Alessandra Cannavale;
- Frank, con la voce di Josh Thomson e doppiato in italiano da Paolo De Santis;
- Rochelle, con la voce di Milan Ray e doppiata in italiano da Ilaria Pellicone;
- Vanessa, con la voce di Rosa Salazar e doppiata in italiano da Chiara Gioncardi;
- Borna, con la voce di Winston Vengapally e doppiato in italiano da Davide Doviziani;
- Yuwen, con la voce di Izaac Wang e doppiato da Valeriano Corini;
- Kai, con la voce di Chanel Stewart e doppiata da Cecilia Salustri;

## Produzione

### Sviluppo
Nel dicembre 2020, durante l'Investor Day di The Walt Disney Company, la Pixar ha annunciato la sua prima serie originale, intitolata Win or Lose, per la nuova piattaforma streaming dell'azienda Disney+. Carrie Hobson e Michael Yates vengono annunciati come creatori, sceneggiatori e registi della serie, basata su una loro idea originale, mentre David Lally è stato annunciato come produttore del progetto.  Viene anche annunciato che la serie sarebbe composta da episodi della durata di circa 20 minuti ciascuno.
Durante la lavorazione su Toy Story 4 (2019), Hobson e Yates si sono resi conto di avere interpretazioni diverse su come si svolgevano i loro incontri creativi, quindi hanno utilizzato queste diverse interpretazioni per sviluppare l'idea di una serie animata che ruotasse attorno a un evento ma con ogni personaggio che avesse i propri conflitti legati all'evento. Hobson e Yates sono stati anche produttori esecutivi della serie insieme a Lally, Pete Docter, Andrew Stanton e Lindsey Collins.

### Sceneggiatura
Ogni episodio è incentrato su un personaggio diverso; i personaggi vengono presentati per la prima volta in un episodio diverso, dopodiché il loro episodio esplora ulteriormente il personaggio in questione dopo la percezione data per la prima volta nel loro debutto. Hobson ha detto che i personaggi sono stati ispirati da lei e Yates, così come dalle persone che hanno incontrato nel corso delle loro vite e delle loro esperienze.

### Cast
Durante il D23 di settembre 2022, è stato annunciato che Will Forte avrebbe doppiato il personaggio principale, Coach Dan.
Nel giugno 2023, durante il Festival internazionale del film d'animazione di Annecy, viene annunciato che Milan Ray e Rosa Salazar si sarebbero unite al cast vocale.
Durante il D23 dell'agosto 2024, viene annunciato che Ian Chen, Izaac Wang, Jo Firestone, Josh Thomson, Erin Keif e Rosie Foss si sarebbero uniti al cast della serie.
Nel gennaio 2025, Dorien Watson, Lil Rel Howery, Flula Borg, Kyliegh Curran, Jaylin Fletcher, Tom Law, Beck Nolan, Orion Tran e Rhea Seehorn entrano a far parte ufficialmente del cast vocale.

## Distribuzione
Il lancio di Win or Lose era inizialmente previsto per il dicembre 2023, sulla piattaforma streaming Disney+. Tuttavia, il 15 novembre 2023, è stato annunciato che la serie sarebbe stata posticipata al 2024.
Dopo il rinvio, il debutto della serie era quindi programmato per il 6 dicembre 2024, prima di essere nuovamente posticipata al 19 febbraio 2025, a seguito dello scambio con la serie Pixar Dream Productions.
La serie, composta da otto episodi, viene pubblicata a livello globale con 2 nuovi episodi a cadenza settimanale sulla piattaforma streaming Disney+.

### Marketing
Il 12 novembre 2021, durante il Disney+ Day, è stato mostrato un primo sguardo a dei concept art, offrendo un'anteprima di alcuni dei personaggi presenti nella serie.
Il 9 settembre 2022, durante il D23, Hobson e Yates hanno presentato un primo sguardo alla serie.
Il 16 giugno 2023, una clip tratta da un episodio inizialmente intitolato "Vanessa: The Cool Mom" è stata mostrata in anteprima al Festival internazionale del film d'animazione di Annecy.
Il primo teaser trailer della serie è stato ufficialmente rilasciato il 9 agosto 2024, mentre il trailer ufficiale è stato distribuito il 16 gennaio 2025.